# 杜布利亞尼 (傑米季夫卡區)
50°26′45″N 25°20′34″E / 50.44583°N 25.34278°E
杜布利亞尼（烏克蘭語：Дубляни），是烏克蘭西北部的村莊，隸屬里夫內州的杜布諾區。該村始建於1545年，面積7.6平方公里，海拔高度202米，2015年人口640，人口密度每平方公里95.5人。